# Sundaroa
Sundaroa é um gênero de traça pertencente à família Arctiidae.